# 17e méridien ouest
En géographie, le 17e méridien ouest est le méridien joignant les points de la surface de la Terre dont la longitude est égale à 17° ouest.

## Géographie

### Dimensions
Comme tous les autres méridiens, la longueur du 17e méridien correspond à une demi-circonférence terrestre, soit 20 003,932 km. Au niveau de l'équateur, il est distant du méridien de Greenwich de 1 892 km,.
Avec le 163e méridien est, il forme un grand cercle passant par les pôles géographiques terrestres.

### Régions traversées
En commençant par le pôle Nord et descendant vers le sud au pôle Sud, Le 17e méridien ouest passe par:
| Coordonnées          | Pays, territoire ou mer | Notes |
| -------------------- | ----------------------- | --- |
| 90° 00′ N, 17° 00′ O | Océan Arctique          | |
| 81° 28′ N, 17° 00′ O | Groenland               | |
| 80° 10′ N, 17° 00′ O | Océan Atlantique        | Mer du Groenland — passe juste à l'est de l'île de Shannon, Groenland (à 75° 07′ N, 17° 19′ O)                                                           |
| 66° 12′ N, 17° 00′ O | Islande                 | |
| 63° 47′ N, 17° 00′ O | Océan Atlantique        | |
| 32° 49′ N, 17° 00′ O | Portugal                | Île de Madère |
| 32° 39′ N, 17° 00′ O | Océan Atlantique        | Passe juste à l'ouest de l'île de Tenerife, Espagne (à 28° 20′ N, 16° 55′ O) Passe juste à l'est de l'île de La Gomera, Espagne (à 28° 06′ N, 17° 05′ O) |
| 21° 28′ N, 17° 00′ O | Sahara Occidental       | Péninsule Ras Nouadhibou — revendiquée par le Maroc et le République arabe sahraouie démocratique                                                        |
| 21° 07′ N, 17° 00′ O | Mauritanie              | Péninsule Ras Nouadhibou |
| 21° 03′ N, 17° 00′ O | Océan Atlantique        | |
| 15° 04′ N, 17° 00′ O | Sénégal                 | |
| 14° 25′ N, 17° 00′ O | Océan Atlantique        | |
| 60° 00′ S, 17° 00′ O | Océan Austral           | |
| 72° 33′ S, 17° 00′ O | Antarctique             | Terre de la Reine-Maud, revendiquée par la Norvège |